# تپه کودرز۲
تپه کودرز۲ مربوط به دوره اشکانیان - دوره ساسانیان است و در شهرستان اراک، بخش مرکزی، دهستان مشهد میقان، روستای مشهد الکوبه واقع شده و این اثر در تاریخ ۱۸ اسفند ۱۳۸۷ با شمارهٔ ثبت ۲۵۰۲۷ به‌عنوان یکی از آثار ملی ایران به ثبت رسیده است.